# Arjoch
Arjoch ist im Alten Testament der Name dreier Personen.

## Etymologie
Der hebräische Personenname אַרְיֹוךְ ’arjôkh, deutsch ‚Arjoch‘ stammt wahrscheinlich aus dem Hurritischen. In keilschriftlichen Texten erscheint er als Ar-ri-wu-uk bzw. Ar-ri-yu8-uk. Die Septuaginta gibt den Namen in Gen 14,1  und Jdt 1,6  als Αριωχ ariōch und in Dan 2,15  als Αριώχης ariōchēs wieder, die Vulgata in Gen 14,1 und Dan 2,15 als Arioch und in Jdt 1,6 als Erioch, der Samaritanische Pentateuch schließlich als ’Aryābok. Die Bedeutung des Namens ist unklar.
Der Targum Pseudo-Jonathan bietet eine aramäische Ableitung: „der Lange (אָרִיךְ arich) unter den Riesen“.

## Arjoch, König von Ellasar
Arjoch ist nach Gen 14,1  und 9  König von Ellasar. In Gen 14  wird von einem Krieg der Könige berichtet. Dabei kämpften „Amrafel, der König von Schinar, Arjoch, der König von Ellasar, Kedor-Laomer, der König von Elam, und Tidal, der König der Völker gegen Bera, den König von Sodom, Birscha, den König von Gomorra, Schinab, den König von Adma, Schemeber, den König von Zebojim, und den König von Bela.“ Der Kampf wurde im Siddimtal ausgetragen.
In Genesis Rabba wird Ellasar mit Griechenland identifiziert.

## Arjoch, Oberster der Leibwache
Arjoch ist nach Dan 2,14  der Oberste der königlichen Leibwache des babylonischen Königs Nebukadnezar.

## Arjoch, König von Elam
In Jdt 1,6  wird eine Ebene erwähnt, die nach einem Elamiterkönig Arjoch benannt ist.